# Locsi-fecsi Márta
A Locsi-fecsi Márta (eredeti cím: Martha Speaks) amerikai–kanadai–Fülöp-szigeteki televíziós flash animációs sorozat, amelynek alkotója Susan Meddaugh volt. Amerikában a PBS, míg Magyarországon a Minimax sugározta.

## Ismertető
A főszereplő, Márta, aki egy beszélő kutya. Egy elfogyasztott konzerv betűleves hatására tanult meg beszélni. Azóta ez a beszélő kutya bárkinek szívesen beszél, szinte megállás nélkül – még neked is.

## Szereplők

### Kutyák
- Márta (Martha Lorraine) – A főszereplő, aki egy cserfes eb. Elfogyasztotta a betűleveses konzervben levő betűlevest, amitől megtanult beszélni. Magyar hangja: Bodor Böbe (1–3., 5–6. évad), Vándor Éva (4. évad)
- Skicc / Parádé (Skits Lorraine) Magyar hangja: Baradlay Viktor (csak a 3.évad 5.részében, a többi részben csak kutyaugatás hallható)

### Emberek
Gyerekek
- Helén (Helen Lorraine) – Barnásvörös hajú lány, aki a lánygyerek a családban, és a gazdája Mártának. Néha elfelejt gondoskodni Kutyájáról. Magyar hangja: Molnár Ilona
- Tibi (Tyrone Daniel "T.D." Kennelly) – Mindig UFO-s dolgokat talál ki. Magyar hangja: Hamvas Dániel (1–3., 5–6. évad) Timon Barnabás (4. évad)
- Alice Boxwood – Balettozni tanul, kissé ügyetlen. Magyar hangja: Kántor Kitty
- Carolina – Helén Rokona. Magyar hangja: Dögei Éva (1–3., 5–6. évad) Lamboni Anna (2. hang)
- Truman Oatley – Szeret tudományos dolgokról beszélni. Magyar hangja: Czető Ádám (1–3. évad) Bogdán Gergő (4. évad) Kerekes Máté (5–6. évad)
- Milo Lee
- Tifani (Tiffany Blatsky) – Szőke hajú lány, aki Carolina barátnője, de néha vetélytársak is.

Felnőttek
- Mariela Lorraine – Helén anyukája, aki egy virágüzletben dolgozik. Magyar hangja: Makay Andrea
- Daniel "Danny" Lorraine – Helén apukája, aki buszsofőr, Kanadaban Winnipegben született; Danny Phantom nevet kapta. Magyar hangja: Dányi Krisztián
- Demson Néni (Mrs. Eulah Demson) – Zsémbes, önző, hipohonder, rosszindulatú öreglány a szomszédból, akivel a szereplőknek gyakran meggyűlik a baja. Magyar hangja: Kassai Ilona (1–4. évad), Tímár Éva (5–6. évad)
- Kasuo – Az állatmenhely vezetője, aki szeret rockzenét hallgatni.

További magyar hangok: Berzsenyi Benedek, Adamik Viktória, Kardos Bence, Pekár Adrienn, Sági Tímea, Téglás Judit, Kapácsy Miklós, Turi Bálint, Ilyés Mari, Vári Attila, Erdős Borcsa, Simon Kornél, Joó Gábor, Várkonyi András, Szabó Endre,

## Epizódok

### Évados áttekintés
| Évad | Epizódok | Eredeti sugárzás     | Eredeti sugárzás   | Eredeti csatorna | Magyar sugárzás   | Magyar sugárzás  | Magyar csatorna |
| Évad | Epizódok | Évadpremier          | Évadfinálé         | Eredeti csatorna | Évadpremier       | Évadfinálé       | Magyar csatorna |
| ---- | -------- | -------------------- | ------------------ | ---------------- | ----------------- | ---------------- | --------------- |
| 1    | 40       | 2008. szeptember 1.  | 2009. július 17    | PBS              |                   |                  | Minimax         |
| 2    | 27       | 2009. szeptember 14. | 2010. május 14.    | PBS              |                   |                  | Minimax         |
| 3    | 29       | 2010. október 11.    | 2010. október 3.   | PBS              |                   |                  | Minimax         |
| 4    | 18       | 2012. február 20.    | 2013. április 5.   | PBS              |                   |                  | Minimax         |
| 5    | 16       | 2013. június 24.     | 2013. november 14. | PBS              |                   |                  | Minimax         |
| 6    | 16       | 2014. március 31.    | 2014. november 18. | PBS              | 2023. február 21. | 2023. március 8. | Minimax         |

### 1. évad
1. Márta és a betűleves / Márta tanácsai (Martha Speaks / Martha Gives Advice)
2. A frizbivadász / Helén első színházi szerepe (Martha and Skits / Martha Plays a Part)
3. Márta és a tortatolvaj / A fedőneve: Márta (Martha Takes the Cake / Codename: Martha)
4. Márta a hős / A nagy láb (Martha to the Rescue / Martha Camps Out)
5. Márta halandzsázik / Illemóra (Martha Blah Blah / Skits Behaves)
6. Márta vidéki kalandja / Márta világgá megy (Down on the Farm / Martha Runs Away)
7. Márta és a tolvajok / A tökéletes kutya (Martha and the Canine Caper / Perfectly Martha)
8. Tűzoltó Márta / Az uborka támadás (Firedog Martha / Martha's Pickle)
9. A titkos kis vendég / Márta hívása (The Dog Who Came to Dinner / Martha Calling)
10. Leves a pácban / Viszlát, Márta! (Oh, Nooo! / Bye Martha)
11. Márta kutyát oktat / Márta híres lesz! (Martha Walks the Dog / Martha's Got Talent)
12. Márta hőstörténete / Márta a Rajongó (Martha the Hero Maker / Starstruck Martha)
13. Márta beteget ápol / Truman és a mélykék tenger (Martha in Charge / Truman and the Deep Blue Sea)
14. Menekülés a bolha szigetről / Kutyáknak tilos! (Escape from Flea Island / No Dogs Allowed)
15. Márta a menhelyen (Ain't Nothin' But a Pound Dog)
16. Majom a pácban / A kis nyomkeresők (Martha Doesn't Speak Monkey! / Martha and Truman Get Lost)
17. Az elveszett rajz nyomában / A tökéletes ajándék (Raiders of the Lost Art / Martha Says it with Flowers)
18. A kutyaverseny / Truman a fogó (Best in Show / Truman on the Ball)
19. A kísértetház / A szerencse forgandó (Martha Gets Spooked / Martha Changes Her Luck)
20. Márta az áruházban (Martha Runs the Store)
21. Márta viszket / Márta és a szívrablók (Itchy Martha / Martha and the Thief of Hearts)
22. Az új szomszéd / Fagylalt (There Goes the Neighborhood / Ice Scream)
23. Márta nővér / Tibi nagy fogása (Nurse Martha / T.D. Gets the Scoop)
24. Alice balettozik / Márta és az ügyességi pálya (Alice Twinkle Toes / Martha Fails the Course)
25. Márta énekel / Tibi bandája (Martha Sings / T.D. Makes the Band)
26. Parádé A Viharban / Időjós Márta (Skits Under the Weather / Martha the Weather Dog)
27. Márta a kutyaházban / Márta a kifutón (Martha in the Doghouse / Martha Models)
28. Tibi, Márta és az ürgék / Tibi és a hús-fa (T.D. and Martha Gopher Broke / T.D. and the Steak Tree)
29. Márta kontra robot / Virtuális Márta (Martha vs. Robot / Virtually Martha)
30. Helén eltévelyedése / Márta rossz szokása (Helen's All Thumbs / Martha's Dirty Habit)
31. Márta tortája / Márta és a parfüm (Martha Bakes / Martha Makes Scents)
32. Márta a bíróságon / A szaghoz való jog (Martha the Witness / Martha Takes a Stand)
33. Márta, a bika / Márta falkája (Martha Treads the Boards / Martha's Pack)
34. Márta az iskolában / Tibi és a villanykörte (Martha Goes to School / T.D. and the Light Bulb of Doom)
35. Márta szaglása / Márta hallása (Martha Smells / Martha Hears)
36. Márta legjobb rossz napja / Truman tesója (Martha's Worst Best Day / Truman's Brother)
37. Márta megoldja / Kutya-harc (Here's Martha! / Dog Fight)
38. A terapeuta kutya / Kacsa baj (Therapy Dog / Martha's Duck Trouble)
39. Truman titka / Majom Parádé (Truman's Secret / Skits Monkeys Around)
40. Mi a baj, Bob? / Márta meséje (What's Bothering Bob? / Martha Spins a Tale)

### 2. évad
1. Márta fotelja / Tibi a gyűjtögető (Martha's Chair / T.D. the Pack Rat)
2. Fess mogyoróért / Márta a fabábu (Painting for Peanuts / Martha's No Dummy)
3. Márta kioltja a fényeket (Martha Puts Out the Lights)
4. A pingvin mindig kétszer csenget / A Márta-kód (The Penguin Always Rings Twice / The Martha Code)
5. Márta a csomagtérben / Prérikutya (Martha in the Hold / Get Along, Little Dogies!)
6. Márta a fehér házban (Martha in the White House)
7. A jakey expressz / Márta a szánhúzó (The Jakey Express / Martha, Sled Dog)
8. Mancsok és mancsokozatok / Teddy bajba kerül (Paws and Effect / The Trouble with Teddy)
9. ¿Qué Pasa, Márta? / Kutyanyelv (¿Qué Pasa, Martha? / T.D. Is Talking Dog)
10. Kutyák az űrben / Kutyák az űrből (Dogs in Space / Dogs from Space)
11. Egy bűnös élet (Martha's Life in Crime)
12. Márta kivételezik / Márta és a kutyarajongó (Martha Plays Favorites / Martha and the Doggie Lover)
13. Skits a jégen / Kutya meleg (Skits on Ice / Martha's Steamed!)
14. Márta és az ezer bolhatálca / Mézesmázos szipirtyó (Martha and the One Thousand Fleas / Nice and Crabby)
15. A titkosügynök kutya (Martha: Secret Agent Dog)

### 3. évad
1. A Márta show (The Martha Show)
2. Márta Milliója / Caroline ajándéka (Martha's Millions / Carolina's Gifted)
3. Turman az őrült tudós / Kutyaélet (Truman's Mad / Dog for a Day)
4. Márta és a határidő / Márta és az óriástök (Martha: Deadline Doggie / It's the Giant Pumpkin, Martha)
5. Hála a kutyáknak*** / Vadnyugati Márta*** (The Dog Did It / Martha Out West)
6. T.D. a varázsló / A rémtörténetek (T.D.'s Magic / Scaredy Cat)
7. Az operakoncert / Márta a Maestro (The Opera Contest / Maestro Martha)
8. Skits és Grabanc bácsi / Turman a bátor (Skits and Mr. Scruffles / Brave Truman)
9. Márta a színpadon / Ronald pszichológiája (Martha Acts Up / Ronald is In)
10. *** / *** (Patrol Dog Martha / The Crooning Crook Caper)
11. Mítosz vadászat / TD király és Medúzka (Myth Me? / TD's Myth Take)
12. Zöld gokart verseny / Az eltűnt fémhulladék rejtélye (Wagstaff Races / The Missing Metal Mystery)
13. Márta és a furcsa sátorozás / Márta és a furcsa sátorozás folytatódik (Martha's Slumber Party of the Weird / Return to Martha's Slumber Party of the Weird)
14. A hosszú, unalmas nyár / Az eltört váza esete (The Long, Rotten Summer / The Case of the Shattered Vase)
15. Alice álcája / Caroline esete Lilivel (Alice Covers Up / Carolina Picks A Lily)

### 4. évad
1. Cora! Cora! Cora! / Vissza Cora! (Cora! Cora! Cora! / Cora Encore!)
2. Locsi-fecsi Billy Collins / Milo olvasó pajtása (Billy Collins Speaks) / (Milo's Reading Buddy)
3. Igen, mikor cselekedni kell! / Márta határozó szókalandja (Verb Dog, When Action Calls! / Martha's Adverb Adventure)
4. A könyvbotok visszatérése: Az eltűnt szavak esete (Return of the Bookbots: The Case of the Missing Words)
5. Nézz az ég felé / Truman tábor (Eyes on the Skies / Camp Truman)
6. Ebadta Márta / Egyik kutya, másik eb (Monkeyshines Martha / Dog Daze)
7. Márta és a hálaadás (Martha's Thanksgiving!)
8. Buldózer kontra dinoszaurusz! / Carolina legyűri a focit (Bulldozer Versus Dinosaur! / Carolina Tackles Football)
9. Túl sok Márta / Túl nagy Márta (Too Many Marthas / Too Much Martha)
10. Márta boltja / Viszlát Burgerház (Martha's Market / Bye Bye Burger Boy)

### 5. évad
*** Hiányzó epizódok

### 6. évad
*** Hiányzó epizódok